# El reencuentro Tour
El Reencuentro Tour es la gira de conciertos que realizó Raphael en el año 2012 para presentar su último trabajo: El reencuentro. Junto a Manuel Alejandro grabó canciones compuestas por el compositor español (Manuel Alejandro).
Haciendo énfasis en sus comienzos como artista, con la colaboración de Manuel Alejandro, pudo compartir proyectos musicales que actualmente son totalmente exitosos por medio mundo. 
La escenografía o formato en los conciertos usada esta vez, fue de doble tarima, una la común y corriente y otras en la parte superior de la tarima del recinto, en donde se encontraban unas escaleras en Led, Raphael podía interactuar en bailes y sus mini actuaciones que lo caracteriza tanto, durante las interpretaciones de las canciones. El tiempo estimado de los concierto fue de 2 horas con 30 minutos o más. En algunos de los conciertos, sobre todo en los de América, solo llevó a su pianista Juan Pietranera y su fuerza en la voz. 
Esta gira en algunos países, fue también nombrada como "Lo mejor de mi vida tour", sin embargo, el énfasis se le dio a la gira por el trabajo discográfico del español, llamado "El Reencuentro" pues nacieron canciones nuevas compuestas por Manuel Alejandro, como ya dicho anteriormente. 

## Las canciones y sencillos[1]

### Enfadados
Una firme candidata a engrosar la lista de las llamadas “joyas de la corona” del repertorio de Raphael, por su letra y partitura. “Qué locura, cuánta sarta de improperios, van cubriendo de basura nuestros sueños…”

### La mujer del lago azul
Tierno relato de amor atormentado y resignado a un destino incierto. “Ella es así, ella es así, vuelve siempre a sucumbir…vuelve siempre a sucumbir”, reza el estribillo.

### Cosas de la vida
Acompañamiento electrónico, casi minimalista, para un peculiar relato amoroso, cantando con casi en susurro en unos registros diferentes a los que nos tienen acostumbrados Raphael y su compositor preferido.

### Eso que llaman Amor
Una de las favoritas del público. Escogida como single de este disco, canción que podría ser tan emblemática como ya lo son, Hablemos del Amor y otros grandes éxitos, de estos colosos

### Sexo sentido
Una de las sorpresas de este disco, con provocadora letra y música cercana al rap que permiten a Raphael hacer gala de su faceta más divertida y descarada, como ya ha demostrado con “Escándalo”.

### Cuatro Estrellas
“…Y encontraron tras mi puerta los amores que me arropan. Cuatro estrellas, mis recuerdos, mis canciones, donde grito toda, toda, mi verdad…” Poco más hay que agregar para reconocer en esta preciosa canción, otro traje a la medida de Raphael.

### Confidencias
Acompañamiento de guitarra para un tema, cuyo ritmo recuerda la cadencia y la romántica temática del bolero.“Cariño, dime, de verdad o de mentira, que empezaste tu andadura con mi amor y esta locura y que no hubo nadie más…”

### El Mundo será de ellas
“Por cambiar el sinsentido tienen prisa, por salir y liberarse de las sombras...” Un guiño a la mujer y su rol social. Homenaje de esta canción a todas las mujeres que hacen posible la vida. 

### Por ti
Sonido electrónico para esta canción que se acerca un poco al estilo disco, por los arreglos y sonidos sobre los que compositor e intérprete abordan el amor y el desamor.

### Te olvidaré a mi manera
Ranchera en toda regla para esta promesa cantada con destreza –y como siempre- su manera: “…desbesando lo besado, desamando lo que amé. Hasta llegar a arrancar de mi almanaque, ese día, ese instante, que de ti me enamoré”.

### Un sueño
“Era demasiada luz para mis noches, un derroche de belleza, era la luz de las estrellas… demasiado resplandor. Yo sabía que era absurdo, que era delirio, guardarme un ángel en el bolsillo”. Una de las canciones más tiernas del álbum.

### Naturaleza Muerta
A diferencia del resto de los temas de este álbum, este himno en defensa del planeta, destaca por la intensidad de sus arreglos para orquesta y coros y una imperativa voz de Raphael que nos alerta de un trágico final.

## Fechas de la Gira[2]
| Latinoamérica            |                            |                      |                                        |
| 24 de febrero de 2012    | México D.F.                | México               | Auditorio Nacional de México           |
| 25 de febrero de 2012    | México D.F.                | México               | Auditorio Nacional de México           |
| 28 de febrero de 2012    | Guadalajara                | México               | Teatro Diana                           |
| 2 de marzo de 2012       | Torreón                    | México               | Teatro Nazas                           |
| 3 de marzo de 2012       | Monterrey                  | México               | Auditorio Banamex                      |
| 5 de marzo de 2012       | Ciudad Juárez              | México               | Teatro Victor Hugo Rascón              |
| 6 de marzo de 2012       | Chihuahua                  | México               | Teatro de los Héroes                   |
| 8 de marzo de 2012       | Aguascalientes             | México               | Teatro Aguascalientes                  |
| 9 de marzo de 2012       | Querétaro                  | México               | Teatro Josefa Ortiz de Domínguez       |
| 10 de marzo de 2012      | León                       | México               | Teatro Manuel Doblado                  |
| 13 de marzo de 2012      | Toluca                     | México               | Teatro Morelos                         |
| 14 de marzo de 2012      | Puebla                     | México               | Auditorio Buap                         |
| 18 de marzo de 2012      | Acapulco                   | México               | Fórum Imperial                         |
| 20 de marzo de 2012      | Pachuca                    | México               | Teatro Gota de Plata                   |
| 22 de marzo de 2012      | Tuxtla                     | México               | Poliforum                              |
| 23 de marzo de 2012      | Coatzacoalcaos             | México               | Teatro de la ciudad                    |
| 24 de marzo de 2012      | Veracruz                   | México               | Teatro de la Reforma                   |
| Europa                   |                            |                      |                                        |
| 30 de marzo de 2012      | Zamora                     | España               | Pabellón Ángel Nieto                   |
| 20 de abril de 2012      | Soria                      | España               | Pabellón San Andrés                    |
| 21 de abril de 2012      | Valladolid                 | España               | Teatro Calderón                        |
| 24 de abril de 2012      | Murcia                     | España               | Auditorio Víctor Villegas              |
| 28 de abril de 2012      | Elche                      | España               | Auditorio de Elche                     |
| 4 de mayo de 2012        | León                       | España               | Auditorio de León                      |
| 5 de mayo de 2012        | Salamanca                  | España               | Centro de A. Es. y Música              |
| 12 de mayo de 2012       | Badajoz                    | España               | Plaza de Toros de Don Benito           |
| 13 de mayo de 2012       | Madrid                     | España               | Auditorio de Alcobendas                |
| 14 de mayo de 2012       | Madrid                     | España               | Auditorio de Alcobendas                |
| 21 de mayo de 2012       | Madrid                     | España               | Teatro la Zarzuela                     |
| 22 de mayo de 2012       | Madrid                     | España               | Teatro la Zarzuela                     |
| 25 de mayo de 2012       | Valencia                   | España               | Teatro Principal                       |
| 26 de mayo de 2012       | Valencia                   | España               | Teatro Principal                       |
| 27 de mayo de 2012       | Ávila                      | España               | Auditorio Lienzo Norte                 |
| 4 de junio de 2012       | Sevilla                    | España               | Teatro de la Maestranza                |
| Latinoamérica            |                            |                      |                                        |
| 9 de junio de 2012       | Lima                       | Perú                 | Jockey Club del Perú                   |
| 12 de junio de 2012      | Rosario                    | Argentina            | Teatro El Círculo                      |
| 14 de junio de 2012      | Buenos Aires               | Argentina            | Teatro Gran Rex                        |
| 15 de junio de 2012      | Córdoba                    | Argentina            | Teatro Colonial                        |
| 21 de junio de 2012      | Talca                      | Chile                | Teatro Regional                        |
| 24 de junio de 2012      | Valparaíso                 | Chile                | Teatro Univ.Fed.Sta.                   |
| 26 de junio de 2012      | Concepción                 | Chile                | Teatro Universal                       |
| 28 de junio de 2012      | Puerto Montt               | Chile                | Arena Puerto Montt                     |
| 30 de junio de 2012      | Santiago de Chile          | Chile                | Movistar Arena                         |
| Europa                   |                            |                      |                                        |
| 11 de agosto de 2012     | Marbella                   | España               | Starlite Festival                      |
| 25 de agosto de 2012     | Gandía                     | España               | Recinto del Pueblo                     |
| 26 de agosto de 2012     | Benidorm                   | España               | Benidorm Palace                        |
| 9 de septiembre de 2012  | Madrid                     | España               | Teatro Buero Vallejo                   |
| Latinoamérica            |                            |                      |                                        |
| 13 de septiembre de 2012 | Bogotá                     | Colombia             | Teatro Jorge Eliécer Gaitán            |
| 14 de septiembre de 2012 | Bogotá                     | Colombia             | Teatro Jorge Eliécer Gaitán            |
| 17 de septiembre de 2012 | Barranquilla               | Colombia             | Teatro Amira de la Rosa                |
| 18 de septiembre de 2012 | Medellín                   | Colombia             | Teatro Metropolitano de Medellín       |
| 20 de septiembre de 2012 | Cali                       | Colombia             | Teatro Jorge Isaacs                    |
| 21 de septiembre de 2012 | Cali                       | Colombia             | Teatro Jorge Isaacs                    |
| 24 de septiembre de 2012 | Manizales                  | Colombia             | Teatro Fundadores                      |
| 25 de septiembre de 2012 | Pereira                    | Colombia             | Teatro Santiago Londoño                |
| 27 de septiembre de 2012 | Santiago                   | República Dominicana | Gran Teatro del Cibao                  |
| 29 de septiembre de 2012 | Santo Domingo              | República Dominicana | Teatro Nacional Eduardo Brito          |
| Europa                   |                            |                      |                                        |
| 4 de octubre de 2012     | Vigo                       | España               | Auditorio Mar de Vigo                  |
| 14 de octubre de 2012    | Almería                    | España               | Auditorio Roquetas del Mar             |
| 20 de octubre de 2012    | Badajoz                    | España               | Teatro López de Ayala                  |
| 23 de octubre de 2012    | San Sebastián              | España               | Teatro Victoria Eugenia                |
| 25 de octubre de 2012    | Sevilla                    | España               | Auditorio FIBES                        |
| 27 de octubre de 2012    | Ibi                        | España               | Teatro Río                             |
| 2 de noviembre de 2012   | Cádiz                      | España               | Teatro Falla                           |
| 3 de noviembre de 2012   | Cádiz                      | España               | Teatro Falla                           |
| 4 de noviembre de 2012   | La Línea de la Concepción  | España               | Palacio de Congresos                   |
| 8 de noviembre de 2012   | Moscú                      | Rusia                | Teatro del Kremlin                     |
| 10 de noviembre de 2012  | Ekaterimburgo              | Rusia                | Palacio de la Juventud                 |
| 11 de noviembre de 2012  | Kiev                       | Ucrania              | Teatro del Palacio de Ucrania          |
| 13 de noviembre de 2012  | San Petersburgo            | Rusia                | Octiabrskyi                            |
| 17 de noviembre de 2012  | Santa Cruz de Tenerife     | España               | Auditorio de Tenerife                  |
| 18 de noviembre de 2012  | Las Palmas de Gran Canaria | España               | Auditorio Alfredo Kraus (Gran Canaria) |
| 24 de noviembre de 2012  | La Rioja                   | España               | Riojaforum                             |
| 28 de noviembre de 2012  | Málaga                     | España               | Teatro Cervantes                       |
| 29 de noviembre de 2012  | Málaga                     | España               | Teatro Cervantes                       |
| 30 de noviembre de 2012  | Málaga                     | España               | Teatro Cervantes                       |
| 1 de diciembre de 2012   | Málaga                     | España               | Teatro Cervantes                       |
| 2 de diciembre de 2012   | Málaga                     | España               | Teatro Cervantes                       |
| 5 de diciembre de 2012   | Barcelona                  | España               | Teatro Coliseum                        |
| 6 de diciembre de 2012   | Barcelona                  | España               | Teatro Coliseum                        |
| 7 de diciembre de 2012   | Barcelona                  | España               | Teatro Coliseum                        |
| 8 de diciembre de 2012   | Barcelona                  | España               | Teatro Coliseum                        |
| 9 de diciembre de 2012   | Barcelona                  | España               | Teatro Coliseum                        |
| 13 de diciembre de 2012  | Oviedo                     | España               | Palacio de Congresos de Oviedo         |
| 14 de diciembre de 2012  | Tudela, Navarra            | España               | Teatro Gaztambide                      |
| 22 de diciembre de 2012  | Madrid                     | España               | Palacio de los Deportes de Madrid      |